# Dubai Tour 2016
Il Dubai Tour 2016, terza edizione della corsa, valido come prova dell'UCI Asia Tour 2016 categoria 2.HC, si è svolto in quattro tappe, dal 3 al 6 febbraio 2016, su un percorso di complessivi 671 km con partenza da Dubai e arrivo al Burj Khalifa, negli Emirati Arabi Uniti.
È stato vinto dal tedesco Marcel Kittel, corridore della Etixx-Quick Step, con il tempo di 14h46'54".

## Percorso
Quattro tappe che vedono per protagonisti soprattutto le ruote veloci. Gli arrivi per velocisti sono infatti tre. La terza tappa invece presenta un arrivo in salita, con 3 km finali con pendenze massime che vanno dal 12 al 17%.

## Tappe
| Tappa  | Data       | Percorso              | km  | Vincitore di tappa | Leader cl. generale |
| ------ | ---------- | --------------------- | --- | ------------------ | ------------------- |
| 1ª     | 3 febbraio | Dubai > Fujairah      | 179 | Marcel Kittel      | Marcel Kittel       |
| 2ª     | 4 febbraio | Dubai > Palm Jumeirah | 188 | Elia Viviani       | Elia Viviani        |
| 3ª     | 5 febbraio | Dubai > Hatta Dam     | 172 | Juan José Lobato   | Giacomo Nizzolo     |
| 4ª     | 6 febbraio | Dubai > Burj Khalifa  | 132 | Marcel Kittel      | Marcel Kittel       |
| Totale | Totale     | Totale                | 671 |                    |                     |

## Squadre e corridori partecipanti
| N.    | Cod. | Squadra               |
| ----- | ---- | --------------------- |
| 1-8   | DDD  | Dimension Data        |
| 11-18 | AST  | Astana Pro Team       |
| 21-28 | BMC  | BMC Racing Team       |
| 31-38 | CCC  | CCC Sprandi Polkowice |
| 41-48 | EQS  | Etixx-Quick Step      |
| 51-58 | LAM  | Lampre-Merida         |
| 61-68 | MOV  | Movistar Team         |
| 71-78 | ONE  | ONE Pro Cycling       |

| N.      | Cod. | Squadra                        |
| ------- | ---- | ------------------------------ |
| 81-88   | SKD  | Skydive Dubai Pro Cycling Team |
| 91-96   | TGA  | Team Giant-Alpecin             |
| 101-107 | TNN  | Team Novo Nordisk              |
| 111-117 | SKY  | Team Sky                       |
| 121-128 | WGN  | Team Wiggins                   |
| 131-138 | TNK  | Tinkoff                        |
| 141-148 | TFS  | Trek-Segafredo                 |
| 151-158 | ALN  | Al Nasr Pro Cycling Team-Dubai |

## Dettagli delle tappe

### 1ª tappa
- 3 febbraio: Dubai > Fujairah - 179 km

Risultati
| Pos. | Corridore       | Squadra      | Tempo    |
| ---- | --------------- | ------------ | -------- |
| 1    | Marcel Kittel   | Etixx        | 3h35'21" |
| 2    | Mark Cavendish  | Dimension D. | s.t.     |
| 3    | Giacomo Nizzolo | Trek         | s.t.     |

| Pos. | Corridore       | Squadra      | Tempo    |
| ---- | --------------- | ------------ | -------- |
| 1    | Marcel Kittel   | Etixx        | 3h35'21" |
| 2    | Mark Cavendish  | Dimension D. | a 4"     |
| 3    | Giacomo Nizzolo | Trek         | a 6"     |

### 2ª tappa
- 4 febbraio: Dubai > Palm Jumeirah - 188 km

Risultati
| Pos. | Corridore       | Squadra  | Tempo    |
| ---- | --------------- | -------- | -------- |
| 1    | Elia Viviani    | Team Sky | 4h07'39" |
| 2    | Sacha Modolo    | Lampre   | s.t.     |
| 3    | Giacomo Nizzolo | Trek     | s.t.     |

| Pos. | Corridore       | Squadra  | Tempo    |
| ---- | --------------- | -------- | -------- |
| 1    | Elia Viviani    | Team Sky | 7h42'50" |
| 2    | Marcel Kittel   | Etixx    | s.t.     |
| 3    | Giacomo Nizzolo | Trek     | a 2"     |

### 3ª tappa
- 5 febbraio: Dubai > Hatta Dam - 172 km

Risultati
| Pos. | Corridore        | Squadra  | Tempo    |
| ---- | ---------------- | -------- | -------- |
| 1    | Juan José Lobato | Movistar | 4h13'23" |
| 2    | Giacomo Nizzolo  | Trek     | a 2"     |
| 3    | Silvan Dillier   | BMC      | a 4"     |

| Pos. | Corridore        | Squadra  | Tempo  |
| ---- | ---------------- | -------- | ------ |
| 1    | Giacomo Nizzolo  | Trek     | 56'11" |
| 2    | Juan José Lobato | Movistar | a 2"   |
| 3    | Marcel Kittel    | Etixx    | a 6"   |

### 4ª tappa
- 6 febbraio: Dubai > Burj Khalifa - 132 km

Risultati
| Pos. | Corridore      | Squadra      | Tempo    |
| ---- | -------------- | ------------ | -------- |
| 1    | Marcel Kittel  | Etixx        | 2h50'47" |
| 2    | Elia Viviani   | Team Sky     | s.t.     |
| 3    | Mark Cavendish | Dimension D. | s.t.     |

| Pos. | Corridore        | Squadra  | Tempo     |
| ---- | ---------------- | -------- | --------- |
| 1    | Marcel Kittel    | Etixx    | 14h46'54" |
| 2    | Giacomo Nizzolo  | Trek     | a 4"      |
| 3    | Juan José Lobato | Movistar | a 6"      |

## Evoluzione delle classifiche
| Tappa              | Vincitore          | Classifica generale Maglia blu | Classifica a punti Maglia rossa | Classifica sprint intermedi Maglia bianco-nero-verde | Classifica giovani Maglia bianca |
| ------------------ | ------------------ | ------------------------------ | ------------------------------- | ---------------------------------------------------- | -------------------------------- |
| 1ª                 | Marcel Kittel      | Marcel Kittel                  | Marcel Kittel                   | Soufiane Haddi                                       | Soufiane Haddi                   |
| 2ª                 | Elia Viviani       | Elia Viviani                   | Elia Viviani                    | Marcin Białobłocki                                   | Soufiane Haddi                   |
| 3ª                 | Juan José Lobato   | Giacomo Nizzolo                | Giacomo Nizzolo                 | Marcin Białobłocki                                   | Soufiane Haddi                   |
| 4ª                 | Marcel Kittel      | Marcel Kittel                  | Marcel Kittel                   | Marcin Białobłocki                                   | Soufiane Haddi                   |
| Classifiche finali | Classifiche finali | Marcel Kittel                  | Marcel Kittel                   | Marcin Białobłocki                                   | Soufiane Haddi                   |

## Classifiche finali

### Classifica generale - Maglia blu
| Pos. | Corridore         | Squadra     | Tempo     |
| ---- | ----------------- | ----------- | --------- |
| 1    | Marcel Kittel     | Etixx       | 14h46'54" |
| 2    | Giacomo Nizzolo   | Trek        | a 4"      |
| 3    | Juan José Lobato  | Movistar    | a 6"      |
| 4    | Silvan Dillier    | BMC         | a 16"     |
| 5    | Gorka Izagirre    | Movistar    | a 23"     |
| 6    | Philippe Gilbert  | BMC         | a 25"     |
| 7    | Fabian Cancellara | Trek        | a 25"     |
| 8    | Daniele Bennati   | Tinkoff     | a 28"     |
| 9    | Davide Rebellin   | CCC Sprandi | a 28"     |
| 10   | Soufiane Haddi    | Skydive     | a 29"     |

### Classifica a punti - Maglia rossa
| Pos. | Corridore       | Squadra      | Punti |
| ---- | --------------- | ------------ | ----- |
| 1    | Marcel Kittel   | Etixx        | 55    |
| 2    | Elia Viviani    | Team Sky     | 44    |
| 3    | Giacomo Nizzolo | Trek         | 43    |
| 4    | Sacha Modolo    | Lampre       | 30    |
| 5    | Mark Cavendish  | Dimension D. | 28    |

### Classifica sprint intermedi - Maglia bianco-nero-verde
| Pos. | Corridore          | Squadra | Punti |
| ---- | ------------------ | ------- | ----- |
| 1    | Marcin Białobłocki | ONE     | 15    |
| 2    | Soufiane Haddi     | Skydive | 10    |
| 3    | Rui Costa          | Lampre  | 10    |
| 4    | Essaid Abelouache  | Al Nasr | 10    |
| 5    | Silvan Dillier     | BMC     | 8     |

### Classifica giovani - Maglia bianca
| Pos. | Corridore           | Squadra | Tempo     |
| ---- | ------------------- | ------- | --------- |
| 1    | Soufiane Haddi      | Skydive | 14h47'23" |
| 2    | Jesus Alberto Rubio | Al Nasr | a 4"      |
| 3    | Luca Wackermann     | Al Nasr | a 6"      |
| 4    | Michael Gogl        | Tinkoff | a 14"     |
| 5    | Jan Polanc          | Lampre  | a 21"     |